# هيئة تنظيم الطاقة الذرية
أُسِّس مجلس تنظيم الطاقة الذرية ( AERB ) في 15 نوفمبر 1985 من قِبَل رئيس الهند، وذلك بموجب الصلاحيات المخولة بموجب المادة 27 من قانون الطاقة الذرية لعام 1962 (القانون رقم 33 لعام 1962) للقيام ببعض المهام التنظيمية والمتعلقة بالسلامة بموجب القانون. وتستمد هيئة تنظيم الطاقة الذرية صلاحياتها التنظيمية من القواعد والإخطارات الصادرة بموجب قانون الطاقة الذرية لعام 1962 وقانون حماية البيئة لعام 1986. ويقع مقرها الرئيسي في مومباي ، الهند . 
تتمثل مهمة المجلس في ضمان عدم تسبب استخدام الإشعاع المؤين والطاقة النووية في الهند في مخاطر غير مبررة على الصحة والبيئة . ويتألف المجلس حاليًا من رئيس متفرغ، وعضو بحكم منصبه ، وثلاثة أعضاء بدوام جزئي، وأمين سر المجلس.
يدعم مجلس تنظيم الطاقة الذرية (AERB) كلٌّ من لجنة مراجعة السلامة لمحطات التشغيل (SARCOP)، ولجنة مراجعة السلامة لتطبيقات الإشعاع (SARCAR)، واللجان الاستشارية لمراجعة سلامة المشاريع (ACPSRs) (مثل مفاعل الماء الثقيل المضغوط ، ومفاعل الماء الخفيف ، ومفاعل التوليد السريع النموذجي ، ومشاريع إدارة النفايات ). توصي لجان الاستشارية لمراجعة سلامة المشاريع مجلس تنظيم الطاقة الذرية (AERB) بإصدار تراخيص في مراحل مختلفة من أي محطة تابعة لوزارة الطاقة الذرية (DAE)، بعد مراجعة الطلبات المقدمة من سلطات المحطة بناءً على توصيات لجان سلامة التصميم المرتبطة بها. تُجري لجنة مراجعة السلامة لمحطات التشغيل مراقبة السلامة وتُنفذ شروط السلامة في وحدات التشغيل التابعة لوزارة الطاقة الذرية الأمريكية. تُوصي لجنة مراجعة السلامة لتطبيقات الإشعاع باتخاذ تدابير لإنفاذ السلامة الإشعاعية في المؤسسات الطبية والصناعية والبحثية التي تستخدم الإشعاع والمصادر المشعة.
يتلقى مجلس الطاقة النووية (AERB) أيضًا المشورة من اللجنة الاستشارية للسلامة النووية (ACNS). تتألف اللجنة الاستشارية للسلامة النووية من خبراء من مجلس الطاقة النووية وDAE ومؤسسات خارج وزارة الطاقة الذرية. تقدم اللجنة الاستشارية للسلامة النووية توصيات بشأن قواعد السلامة والأدلة والإرشادات المُعدّة لتحديد مواقع محطات الطاقة النووية وتصميمها وإنشائها وتشغيلها وضمان جودتها وإيقاف تشغيلها/تمديد عمرها، والتي أعدتها اللجان الاستشارية المعنية في كل من هذه المجالات. كما تقدم اللجنة الاستشارية للسلامة النووية المشورة للمجلس بشأن قضايا السلامة العامة. تدرس اللجنة الاستشارية للسلامة النووية أي مسألة محددة تُحال إليها من مجلس الطاقة النووية وتقدم المشورة بشأنها.
تضمن الآليات الإدارية والتنظيمية المعمول بها مراجعةً متعددة المستويات من قِبل خبراء متاحين على الصعيد الوطني، ينتمون إلى مؤسسات أكاديمية مرموقة وهيئات حكومية.

## روابط خارجية
- http://www.aerb.gov.in/